# Beate Uhse – Das Recht auf Liebe
Beate Uhse – Das Recht auf Liebe ist ein deutscher Fernsehfilm von Hansjörg Thurn aus dem Jahr 2011. Die Filmbiografie basiert auf dem Leben der Unternehmerin Beate Uhse, im Film verkörpert von Franka Potente. Ray Fearon, Hans-Werner Meyer, Henry Hübchen, Sylvester Groth, Josefine Preuß und Rike Schmid sind in tragenden Rollen besetzt.

## Handlung
Mit dem Ende des Zweiten Weltkrieges flüchtet Beate Uhse mit ihrem zweijährigen Sohn Klaus und einem von ihr gekaperten Flugzeug vor der Roten Armee in die britische Besatzungszone. Sie landet auf dem Flughafen Leck in Schleswig-Holstein. Ihr Sohn wird dem Roten Kreuz übergeben, während sie in ein britisches Kriegsgefangenenlager überführt werden soll. Auf dem Weg dorthin hat der Gefangenentransporter einen Unfall. Erst im Krankenhaus kommt Uhse schwer verletzt wieder zu Bewusstsein. Sie erhält die niederschmetternde Diagnose, dass sie nie wieder werde laufen können. Doch weil ihr Bettnachbar, der Anwalt Georg Tauber, seine Beziehungen spielen lässt, erhält sie nicht nur ihren Sohn Klaus zurück, sondern auch neuen Lebensmut.
Mit ihrem Sohn darf sie das Lazarett alsbald wieder verlassen. Obdachlos trifft sie auf Ewe Rotermund, der beide in seine Flüchtlingsunterkunft aufnimmt. Dort findet sie mehrere Frauen vor, die angesichts ihrer wirtschaftlichen Lage auf keinen Fall schwanger werden wollen. Uhse berät sie daraufhin in Sachen Verhütung. Ihre Tipps sind hilfreich, und so beginnt sie bereits 1946 zusammen mit Rotermund mit dem Verkauf einer Verhütungsbroschüre. Bis 1949 verkauft sie für 50 Pfennig 32.000 Exemplare ihrer „Schrift X“. Das Geld nutzt sie als Startkapital für ihre eigene Firma. Bald verkauft sie weitere Ratgeber und Kataloge sowie Kondome und Sexartikel. Als sie selbst ungewollt schwanger wird, heiratet sie Ewe Rotermund.
Ihre Firma wächst und hat immer größeren Erfolg. Doch es regt sich auch gesellschaftlicher Widerstand. Uhse verstoße gegen den „Unzuchtsparagraphen“ 184. Sie, ihr Ehemann und die gemeinsame Firma werden immer häufiger verklagt und stehen fast nur noch vor Gericht. Ihr alter Freund Georg Tauber hilft immer wieder. Nach vielen weiteren Verhaftungen, Anzeigen und öffentlichen Anfeindungen schafft es Beate Uhse 1962, ihr erstes Geschäft für „Ehehygiene“ zu eröffnen. Doch der öffentliche Kampf und die vielen Gerichtsverhandlungen haben ihre eigene Ehe längst zerstört.

## Dreharbeiten, Veröffentlichung
Das Filmdrama wurde unter dem Arbeitstitel Beate Uhse – Ich will Freiheit für die Liebe vom 5. Oktober bis 10. November 2010 gedreht.
Die Erstausstrahlung des Films erfolgte am 9. Oktober 2011 im ZDF. Nur einen Tag später erschien der Film auf DVD und Blu-ray Disc, herausgegeben vom Ascot Elite Home Entertainment.

## Rezeption

### Einschaltquote
Der Zuschaueranteil lag bei 5,26 Mio., was einem Marktanteil von etwa 15,0 Prozent entsprach.

### Kritiken
„Die (vor allem in den Nebenrollen) vorzüglich gespielte und hervorragende ausgestattete (Fernseh-)Biografie zeichnet temperamentvoll das Bild einer couragierten Geschäftsfrau, wobei sich persönliche Tragik und individuelles Glück auf unterhaltsame und bewegende Weise verbinden.“

„Hansjörg Thun [...] erzählt die Geschichte der Beate Uhse, eine der schillernsten deutschen Unternehmerinnen, von den letzten Kriegstagen bis zu ihrem Karrierehoch Anfang der Siebzigerjahre. [...] Mit der stark aufspielenden Franka Potente in der Titelrolle stellt Thurn nach dem Buch von Timo Berndt [...] wichtige Lebensstationen Uhses nach und konzentriert sich dabei auf die Verfolgung durch einen besonders hartnäckigen Staatsanwalt.“

„Der prominent besetzte ZDF-Film ‚Beate Uhse – das Recht auf Liebe‘ erzählt diese Geschichte in Form einer Gerichtsposse. [...] In seinen besseren Passagen funktioniert der Film als komödiantischer Schlagabtausch zwischen den beiden Herren. [...] Dabei will die Produktion gar nicht unbedingt witzig sein, sondern [...] eine dokufiktionale Zeitgeist-Story der 50er und 60er liefern. [...]  Am Ende ist all das aber doch ein bisschen viel Karneval. Immerhin mit richtig guten Hauptdarsteller, hinter denen die Regie aber arg zurückbleibt. Die fehlende Lockerheit im Bett, die der Film den Nachkriegsdeutschen attestiert, hat sich auf den Drehbuchautor übertragen. Schon weil in dessen simpler Skript-Konstruktion Uhse-Potente ihre Geschichte mit melancholisch deprimierter Miene in einem Rückblick erzählt.“

„Warum sind nun TV-Fiktionen wie Beate Uhse am Ende keine famose Unterhaltung – trotz guter Darsteller? Schreckten die Macher vor der eigenen Courage zurück? Das Leben Uhses als Abendunterhaltung: Weil die Idee offenbar schon gewagt genug ist, wurde ansonsten mit Esprit, Raffinesse und Erotik ziemlich gespart. Da zersägt die Musik jeden Spannungsbogen, die Figur der Sex-Unternehmerin ist teflonglatt. Immer voran, nur keine Angst. Kann am Buch (Timo Berndt) liegen oder am Spiel der sonst so feinen Franka Potente. Als Beate Uhse lässt sie alles Ungemach lächelnd abprallen. Auch die anderen Protagonisten [...] werden zu plumpen Schießbudenfiguren. [...] Die ganze Geschichte ist eine einzige mildgütige Rückblende. [...] Was hier fehlt, ist der Spaß und der Sprachwitz Beate Uhses.“